# NGC 6738
NGC 6738是收錄在NGC天體表的一個天文特徵。雖然在一些天文資料庫中被列為疏散星團，但它可能只是小星群；2003年發表在《天文與天體物理學報》期刊上的一篇論文將其描述為「少數明亮恆星在斑片狀背景上明顯的聚集」。

## 外部連結
- Simbad （页面存档备份，存于）
- Image NGC 6738
- NGC 6738